# جنس (منطق)
جنس در منطق یکی از کلیات خمس، به معنی مفهومی کلی است که عام‌تر از ذات افراد خود است. مثال مشهور آن مفهوم جنس حیوان است که اعم از نوع انسان یا نوع اسب است.

## منبع
- دانشنامهٔ رشد بایگانی‌شده  در ۶ نوامبر ۲۰۰۷ توسط Wayback Machine